# Little Pieces of Marmelade
I Little Pieces of Marmelade, anche conosciuti con l'acronimo L.P.O.M, sono un gruppo musicale rock italiano formatosi a Filottrano nel 2014.

## Storia del gruppo

### 2014-2019: Gli esordi ed l'album omonimo
I Little Pieces of Marmelade nascono a Filottrano nel 2014 dalla collaborazione tra il batterista e cantante Daniele "DD" Ciuffreda ed il chitarrista Francesco "Frankie" Antinori. Cresciuti all'interno dell'humus culturale del "Filottrano City Rockers" che gira attorno allo storico gruppo cittadino The Gang, i LPOM trovano presto la loro identità musicale distanziandosi dai suoni combat/folk rock tipici di quella scena.
Nel 2016 partecipano e vincono l'Homeless Rock Fest, pubblicando così il loro primo EP, Little Pieces of Marmelade!. Il disco propone sonorità dal sapore grunge anni '90 con incursioni di cantati rap e riff blues/psichedelici in una amalgama originale ed imprevedibile.

### 2020-in poi: La collaborazione con Manuel Agnelli e poiOlogenesi
Nel 2020 i Little Pieces of Marmelade tornano in studio con Giacomo Fiorenza (Giardini di Mirò, Offlaga Disco Pax, Paolo Benvegnù) alla produzione artistica per registrare l'omonimo primo album. L'album, che uscì per la Homeless Records, presentava brani originali a metà tra suono grunge e blues punk, assieme ad episodi già presenti nell'EP precedente riarrangiati e nuovamente registrati.
Fu proprio a ridosso dell'uscita dell'album che il duo viene contattato dal programma televisivo X Factor partecipando così alla XIV^ edizione dove proporranno, oltre ai loro brani One Cup of Happiness, L.P.O.M. e Digital Cramps, anche le cover di I Am the Walrus dei The Beatles, Sabotage dei Beastie Boys, Bullet with Butterfly Wings dei The Smashing Pumpkins e Muori delay dei Verdena, raggiungendo così il secondo posto per chiudere la finale con Veleno degli Afterhours eseguita con Manuel Agnelli alla voce. E se i brani eseguiti furono raccolti nell'album L.P.O.M. (Sony Music, 2021), la compilazione X Factor 2020 Mixtape (Sony music, 2020) raggiungerà la 5ª posizione delle italiancharts.
L'attività concertistica della band continua in autonomia registrando ottimi risultati di pubblico, ma i Little Pieces of Marmelade vengono anche ingaggiati da Manuel Agnelli come backing band, prima per i suoi concerti e poi per il suo album Ama il prossimo tuo come te stesso (Island Records, 2022).
Nello stesso anno il duo entra in sala di registrazione per realizzare quello che poi diventerà l'album successivo con la produzione artistica dello stesso Agnelli: il singolo Canzone 7 anticiperà così il loro primo album cantato in italiano ed intitolato Ologenesi (Vertigo, 2022). L'album fugge dalle convenzioni televisive proponendo un suono sporco, aggressivo e libero dai compromessi, "sostituendo alla radice blues (maggiormente praticata nelle precedenti pubblicazioni) una malsana attitudine metropolitana" e mantenendo una notevole fedeltà alle loro esecuzioni dal vivo.

## Formazione
- Daniele "DD" Ciuffreda - voce, batteria, pianoforte, synth (2014-oggi)
- Francesco "Frankie Wah" Antinori - chitarra, basso, synth, seconda voce (2014-oggi)

Turnisti
- Loris Cericola - synth
- Giacomo Rossetti - basso (2022) [11]

## Discografia
In studio
- 2020 - Little Pieces of Marmelade
- 2022 - Ologenesi

EP
- 2016 - Little Pieces of Marmelade (autoprodotto)
- 2020 - L.P.O.M

Demotape
- 2017 - I'm going to chill with my Dillah
- 2025 - Demo 23

Singoli
- 2019 - L.P.O.M
- 2020 - One Cup of Happiness
- 2020 - Digital Cramps
- 2022 - Canzone 7
- 2022 - Canzone 10
- 2025 - Family Therapy

Videoclip
- 2019 - L.P.O.M
- 2022 - Canzone 10